# Samtgemeinde Nordkehdingen
Die Samtgemeinde Nordkehdingen ist eine  Samtgemeinde im Landkreis Stade in Niedersachsen. In ihr haben sich fünf Gemeinden zur Erledigung ihrer Verwaltungsgeschäfte zusammengeschlossen. Der Sitz der Verwaltung der Samtgemeinde befindet sich in Freiburg/Elbe.

## Geografie

### Geografische Lage
Die Samtgemeinde befindet sich am Unterlauf der Elbe, der sogenannten Niederelbe zwischen den Flüssen Oste und Wischhafener Süderelbe. Die Landschaft ist der Nordteil des Kehdinger Lands.

### Samtgemeindegliederung
Die Samtgemeinde besteht aus den Mitgliedsgemeinden Balje, Freiburg/Elbe, Krummendeich, Oederquart und Wischhafen.

## Geschichte
Unter dem Druck der niedersächsischen Gebiets- und Verwaltungsreform entschieden sich die oben genannten Mitgliedsgemeinden am 28. Dezember 1970 dagegen, eine Einheitsgemeinde zu bilden. Mit Wirkung vom 1. Januar 1971 entstand daher die Samtgemeinde Nordkehdingen.
Im Juli 2015 wurde von den fünf Bürgermeistern der Mitgliedsgemeinden ein Gebietsänderungsvertrag unterzeichnet, mit dem die Samtgemeinde Nordkehdingen zum 1. November 2016 in eine Einheitsgemeinde „Nordkehdingen“ überführt hätte werden sollen. Bei einem entsprechenden Bürgerentscheid in der Gemeinde Wischhafen wurde dies jedoch abgelehnt, wodurch die Samtgemeinde bestehen bleibt.

### Einwohnerentwicklung
| Jahr      | 1987  | 1992  | 1997  | 2002  | 2007  | 2008  | 2009  | 2010  | 2011  | 2013  |
| --------- | ----- | ----- | ----- | ----- | ----- | ----- | ----- | ----- | ----- | ----- |
| Einwohner | 8.126 | 8.340 | 8.186 | 7.953 | 7.636 | 7.617 | 7.526 | 7.470 | 7.365 | 7.462 |

(jeweils zum 31. Dezember)
|  |

## Politik

### Samtgemeinderat
Der Rat der Samtgemeinde Nordkehdingen besteht aus 20 Ratsfrauen und Ratsherren. Dies ist die festgelegte Anzahl für eine Samtgemeinde mit einer Einwohnerzahl zwischen 7.001 und 8.000 Einwohnern. Die 20 Ratsmitglieder werden durch eine Kommunalwahl für jeweils fünf Jahre gewählt.
Stimmberechtigt im Rat der Samtgemeinde ist außerdem der hauptamtliche Samtgemeindebürgermeister Edgar Goedecke (parteilos).
Die vergangenen Samtgemeindewahlen ergaben folgende Sitzverteilungen:
| Wahljahr | CDU | SPD | FWG | Linke | Gesamt   |
| 2021     | 10  | 6   | 3   | 1     | 20 Sitze |
| 2016     | 10  | 8   | 2   | –     | 20 Sitze |

### Samtgemeindebürgermeisterin
Hauptamtliche Samtgemeindebürgermeisterin der Samtgemeinde Nordkehdingen ist seit 2020 Erika Hatecke (CDU). Bei der Bürgermeisterwahl am 10. November 2019 wurde sie ohne Gegenkandidaten mit 95 Prozent der Stimmen gewählt. Die Wahlbeteiligung lag bei 35,1 Prozent. Hatecke trat ihre erste Amtszeit am 1. Mai 2020 an.
Bisherige Samtgemeindebürgermeister
- Benedikt-Friedrich von der Decken: 1971–1996
- Heinrich von Borstel: 1996 – 2001
- Edgar Goedecke: 2001 – 2020
- Erika Hatecke: 2020 – heute

### Wappen
Blasonierung: „In Rot mit grünem Schildfuß auf goldenem Stuhl sitzende, silbern gekleidete, golden gekrönte und nimbierte Mutter Gottes, die mit der Linken das golden nimbierte, silbern gekleidete Jesuskind und mit der Rechten eine silberne Blume am grünen Stiel hält.“

## Wirtschaft und Infrastruktur

### Verkehr
Die Anbindung der Samtgemeinde von Stade aus erfolgt überwiegend im Motorisierten Individualverkehr über den sogenannten Obstmarschenweg. Auf Kehdinger Seite handelt es sich dabei um die niedersächsische Landesstraße 111, welche an der Anschlussstelle Stade-Ost von der Bundesautobahn 26 abzweigt. Der Obstmarschenweg durchzieht Kehdingen auf ganzer Länge zwischen Schwinge und Oste und wird in der Gemeinde Wischhafen von der Bundesstraße 495 gekreuzt. Diese stellt eine Verbindung in Richtung Bremervörde und auf die andere Elbseite nach Glückstadt her (siehe Elbfähre Glückstadt–Wischhafen). Diese ist die einzig verbliebene Autoverbindung über die Elbe unterhalb von Hamburg nach Schleswig-Holstein.
Im ÖPNV ist die Samtgemeinde über einen Linienbusverkehr an den Bahnhof Stade (Linie 2025) angebunden. Sowohl Bus als auch Bahn sind in den Hamburger Verkehrsverbund integriert. Ergänzt wird das Angebot durch sogenannte Anruf-Sammel-Taxen.

### Ansässige Unternehmen
Das weitaus bedeutendste Unternehmen in der Samtgemeinde ist das Entsorgungsunternehmen Karl Meyer AG. Seinen Sitz hat die Unternehmensgruppe in der Gemeinde Wischhafen.

### Bildung
In der Samtgemeinde gibt es vier Grundschulen sowie eine Sonderschule und Haupt- und Realschule in Freiburg/Elbe. Zum Schuljahr 2014/15 schließen sich die Grundschule sowie die Oberschule zur Verbundenen Grund- und Oberschule Nordkehdingen zusammen.